# Relax (grupa kolarska)
Relax (wcześniej także Fuenlabrada, Seur) – była hiszpańska zawodowa grupa kolarska.
Grupa powstała przed sezonem 1984 jako Dormilón. Później wielokrotnie zmieniała nazwę.
W latach 2004-2007 sponsorem tytularnym grupy była hiszpańska firma Relax.
Po sezonie 2007 grupa przestała istnieć.

## Historia

### Chronologia nazw
- 1984: Dormilón
- 1986: Dormilón-Campagnolo
- 1988: Seur-Campagnolo-Bic
- 1989: Seur
- 1991: Seur-Otero
- 1992: Seur
- 1993: Deportpublic-Otero
- 1994: Deportpublic / Castellblanch
- 1995: Castellblanch-Deportpublic-Otero-MX Onda
- 1996: MX Onda
- 1997: Deportpublic-Cafés Toscaf / Estepona en Marcha-Cafés Toscaf
- 1998: Estepona en Marcha-Brepac
- 1999: Fuenlabrada-Cafés Toscaf
- 2000: Relax-Fuenlabrada
- 2004: Relax-Bodysol / Bodysol-Relax-Fuenlabrada
- 2005: Relax-Fuenlabrada
- 2006: Relax-GAM